# Shiro Kikuhara
Shiro Kikuhara (n. 7 iulie 1969) este un fost fotbalist japonez.

## Statistici
| Japonia | Japonia | Japonia |
| An      | Meciuri | Goluri  |
| ------- | ------- | ------- |
| 1990    | 5       | 0       |
| Total   | 5       | 0       |